# 최범술
최범술(崔凡述, 1904년 5월 26일 사천 ~ 1979년 7월 10일)은 대한민국의 독립운동가, 불교 승려이며 제헌의원을 지낸 정치인이다. 초명은 영환(英煥), 당호는 금봉(錦峯), 법호는 효당(曉堂)이다.

## 생애
1904년 5월 26일 경상남도 곤양군 서부면 금진리 율포(現 경상남도 사천시 서포면 금진리 율포)에서 아버지 최종호(崔鐘浩)와 어머니 광산 김씨 사이에 태어났다.
1909년 4월 2일 서포면 구평리에 이사를 가고 5월 5일 까치섬에 있는 서당에서 김윤집에게 수학했고 1910년 4월 5일 7세에 양포사립개진학교에 입학하였다. 3학년이던 1912년에 일본인 교사 기타무라의 난폭함에 분개하여 빈기홍·임성엽·신영곤 세 사람과 함께 동맹휴학을 모의하고 진정서를 군수와 도장관에게 제출해 6월에 퇴학처분을 받았다.
그 후 곤양보통학교 3학년에 편입하고 1915년 3월에 졸업했다. 졸업 후에 구산재(鳩山齊)라는 서당에서 9촌 당숙인 최남준 아래에서 사서(四書)를 수학했고 다음 해 1916년 백부와 아버지를 따라 다솔사에서 하룻밤을 지내게 되는데 젊은 스님에게 접한 지원법사의 치문의 면학편에 반해 1916년에 사천 다솔사(多率寺)로 출가했다. 1917년 환경(幻鏡) 스님을 은사로 수계한 후 해인사 지방학림에 입학했다.
해인사 지방학림 재학 중이던 1919년 3·1운동이 발발하자 경기고보 유학 중이었던 재종질 최원형(崔垣亨)으로부터 독립선언서를 입수해 지방학림 학생들과 독립선언서를 등사해 영남지역에 배포하고 서포에서 양포개진학교 동기 임성엽·신영곤·송지환·송수완·송용수·송찬범 등을 만나 독립선언서를 나눠주고 곤양장날에 거사를 계획해 양포개진학교에서 밤에 촛불을 켜고 태극기를 만들던 중 헌병이 들이닥쳐 체포돼 곤양 헌병분견대에서 심한 고문을 당하고 닷새가 지난 후 진주 검사국에 이송돼 만 15세 이하로 범죄자 자격 결격으로 방면되었다.
1922년 6월 일본에 유학을 떠나 도쿄 시부야에서 신문 배달을 하던 중 구독자인 박열과 만나 박열이 이끄는 흑우회(불령선인회)에 가입해 조선인 노동자로 구성된 노동조합을 결성하고 월간 '불령선인지'를 간행했다. 
다른 일자리를 찾던 중 일본 보천사에서 예배를 드리고 그 절 주지였던 사카도 치카이와 호형호제하는 사이가 되었고 관동대지진 때는 일본 자경단에게 쫓기던 자신을 숨겨주기도하였다. 
엿장수와 공사장 인부, 인력거꾼을 하면서 학교를 다녔고 김상철과 조선인 노동자들과 노동단체인 상조회를 조직하고 야학수업을 했고 사회주의 사상 단체인 코스모 구락부에 가입해 사회주의를 접하고 부락민 차별철폐 운동인 수평사 운동에도 적극 활동했다.
그 뒤 박열의 일본천황 암살계획을 돕고자 의열단 단원으로 상해로 잠입해 도쿄로 폭탄을 운반해 관동대지진 후 박열 대역사건에 연루돼 8개월 동안 옥고를 치렀고, 출옥 후에도 3년간 29일씩 구금되었다. 
1928년 7월 1일 다솔사 주지로 피선되고 일본과 국내를 오가며 주지직을 수행했다. 1931년 김법린 등과 한용운이 결성한 비밀결사인 만당(卍黨)을 조직했으며, 1933년 조선불교청년동맹 중앙집행위원장으로 활동했다. 
그 해 귀국 후 1933년 6월 14일 명성여자학교를 설립해 초대교장을 역임했고 1934년 사천 원전에 농민 자제를 위해 광명학원(光明學園)을 설립했고 그 때 소설사 김동리가 교사로 있었으며, 만당 재건을 위해 1936년에 다솔사불교전수강원을 설립했다. 이 무렵 김법린·김범부 등이 다솔사에 머무르며 은밀히 독립운동을 하였다. 1937년 고려대장경을 인경도감을 맡아 만당 당원들과 인경 작업을 하였다. 1938년 말 만당의 조직이 일본 제국 경찰에 발각돼 곧 체포되었고, 징역 6개월 형을 선고받아 옥고를 치렀다. 출옥 후에도 세 차례에 걸쳐 검거되었다. 
1942년 신채호(申采浩)의 문집을 출간하려 했다는 빌미로 일본 제국 경찰에 체포돼 구금되었고, 1942년 7월 김범부·김범린 등과 조선어학회 사건에 연루되어 함경남도 홍원경찰서에서 구금됐다. 1943년 9월부터 13개월 동안 경상남도 경찰국 유치장에 수감됐다. 감방 안에서 신사참배 거부로 구금된 주기철·한상동·이양신 등 기독교인과 교류했다.
1945년 8월 광복 후 사천군 건국회를 결성하고 총무위원장에 피임했다. 1945년 9월 한국불교중앙총무원 설립되고 총무부장이 되었다. 1946년 5월 한국불교중앙총무원 총무부장으로 재직 중 경상남도 불교교무원장 박원찬에게 지시해 고성 옥천사 사답 13만 5천평을 부산대학교 설립에 기부했고 대신 일제 적산(敵産) 건물인 입정상업학교를 인수하였다.
1947년 미소공동위원회 대한불교단체대표에 선임되었고 그 해에 해인사 주지가 되었으며, 7월에 국민대학을 신익희(申翼熙)와 창설하고 동시에 이사장에 취임했다. 국민대학에서 초대 학장이었던 신익희와의 갈등으로 갈라져 1948년에 마포에 국민대학관을 재건했다.
1948년 5월 10일 사천군 선거구에서 무소속으로 출마하여 제헌국회의원에 당선되었다. 국회에 조봉암 등과 무소속구락부를 결성해 좌우 교섭위원과 재정위원으로 피선되었고 그리고 무소속구락부는 농지개혁과 반민족특별법을 주도하였는데 이때 그는 공공기관인 학교, 사찰에는 농지개혁에 적용 시키지 않을 것을 제안하고 반민특위를 각도별로 출신 국회의원 3인씩 선발할 것을 제안했다. 조소앙을 총리로 임명할 것을 요구했고 정현모 등과 이화장을 찾아가 거국중립내각 구성을 제안했지만 거절 당했고 70여 의원과 양군 철수를 요청하는 남북통일에 관한 긴급결의안을 제출했다.  1949년 12월에 태고사(太古寺) 적산(敵産) 관리 문제와 박원찬 총무원장이 감금되는 등 불교총무원 사태, 공산 프락치로 몰려 수배령이 내려 잠적한다.
1950년 5월 30일  제2대 국회의원 선거에 대한국민당 후보로 경상남도 사천군 선거구에 출마했으나 무소속 정헌주 후보에 밀려 낙선했다. 백성욱 내무장관 특명으로 서울 중부경찰서에서 피검되었다. 6.25 전쟁이 발발 직후 북한군에게 체포되어 성남호텔에 연금되었고 북한군이 유엔군의 공세에 밀려 흥남철수 때 해인사로 돌아와 주지로 백련암에 습격한 남도부(南到釜)가 지휘한 200여명의 공비들을 설득해 해인사와 팔만대장경을 지켜내기도 했다. 1951년 해인중·고등하교를 설립하고 국민대학관을 1952년에는 해인사로 옮겨 해인대학으로 변경하고 이사장 및 학장에 취임하였다. 1954년 5월 이승만의 불교정화유시로 5월 26일 해인대학을 문제삼아 횡령죄로 구속돼 서대문 형무소에 6개월간 투옥됐다. 그 이전에 이승만 제거 혁명 계획을 세우기도 한다. 
1960년 7월 29일 제5대 참의원 선거에 민주당 입후보했으나 낙선했다. 이후 1962년 3월 다솔사에서 원효불교교단을 선포하고 이후 원효학과 다도 연구에 전념하였고 다솔사 대웅전 뒷편에 차나무를 심어 차밭을 가꾸었다. 1968년 9월 부산 대각사 횡령죄로 6일 동안 부산교도소에서 구금되었다. 1969년 12월 16일 국민훈장 무궁화장을 받았다. 1979년 7월 10일 서울 정릉 보현암(普賢庵)에서 숙환으로 입적해 다솔사에 부도탑을 봉안했고, 1986년 대통령표창이 추서되었다. 1990년에는 건국훈장 애족장이 추서되었다.

## 논란

### 친일의혹설
임혜봉이 쓴 <친일승려 108인>에서 1937년 12월 하순에서 이듬해 1월 18일까지 최범술이 복지황군위문사(北支皇軍慰問使)로 중국에 다녀온 사실을 자발적 친일행적이라 하며, 1928년부터 광복 때까지 다솔사 주지를 역임한 것을 두고 친일행위이라 하고 조일(朝日) 불교학술대회를 개최했다는 사실 등 세 가지를 친일행위로 문제 삼았다.
북지황군위문사로 참여한 것은 자발적 친일행적이라며, 그로 인해 중앙교무원 평의원에 선출된 것으로 묘사하고 있다.

### 반론
김상현(金相鉉) 동국대 교수는 “당시 최범술 스님은 1934년 5월경부터 1937년 6월까지 무려 3회에 걸쳐 검거될 정도로 일제의 주목을 받고 있었다”면서 “이런 상황에서 위문사 참여를 거절하는 것은 만당의 존립을 위태롭게 하는 것일 수도 있었을 것”이라고 했다. 그는 “결국 최범술 스님은 항일운동의 ‘위장전략’으로 부득이 위문사로 중국을 방문했던 것”이라며 “방문기간 동안 친일적 언행(言行)이나 사건이 한 건도 없다는 점이 그 증거”라고 했다.
채정복 원장은 “일제 강점기에 해인사 주지로 이고경(李古鏡) 스님, 직지사 주지로 김봉률(金奉律) 스님이 임명되는 등 훌륭한 독립운동가들조차 31본산의 주지를 역임하고 있다는 점에 비추어 본다면, 단지 다솔사라는 말사(末寺)의 주지를 역임했다는 이유로 친일행위를 했다는 주장은 설득력이 없다”고 했다.
기묘 다솔사 하안거법회는 일본 유학시절 부터 알고 지내던 일본 천태종 스님 사카토 치카이와의 성사된 일이며, 관동대지진 때 일본 자경단에 쫓기던 자신을 자기 사찰의 불단 밑에 숨겨주고 구속되었을때도 면회와 신원보증해준 사람이었다. 김광식 동국대 특임교수는 “다솔사 하안거 법회는 2000년대 중반 일각에서 제기됐던 것과는 달리 친일 행사와는 관련이 없는 순수한 학술대회의 성격이 강했다” 하안거 법회를 주관했던 최범술 스님은 살아생전 “일제의 침략전쟁이 치열해지던 가운데서도 두 나라의 불교계는 화기애애하게 부처님의 가르침을 서로 지키려했다”고 회고하기도 했다.

## 약력
- 1925년 3월 : 일본 동경 릿쇼(立正) 중학교 졸업
- 1930년 3월 : 일본 다이쇼(大正) 대학 예과 수료
- 1933년 3월 : 일본 다이쇼(大正) 대학 불교학과 졸업
- 1933년 ~ 1934년 : 명성여자학교·광명학원 설립
- 1936년 : 다솔사 불교전수강원 설립
- 1945년 : 조선불교 중앙총무원 총무부장
- 1947년 : 해안사 주지
- 1947년 : 국민대학 설립
- 1948년 5월 10일 : 제헌 국회의원(경남 사천)
- 1951년 ~ 1952년 : 해인중고, 해인대학 설립

## 저서
- 《한국차생활사》
- 《사람은 어떻게 살아야 하나》
- 《한국의 다도》

## 최범술이 등장한 작품
- 백수장 - 영화 박열

## 가족 관계
- 조부 : 최경락(崔景洛, 1820 ~ ?)
- 조모 : 여산송씨(礪山宋氏, 1820 ~ 1885)
- 부 : 최종호(崔鐘浩, 1861 ~ 1931)
- 모 : 광산김씨(光山金氏, 1871 ~ ?)
  - 처 : 박정임(朴正任, 1924 ~ 1964)
    - 장녀 : 최연경(崔連卿, 1943 ~ )
    - 차녀 : 최채경(崔埰卿, 1949 ~ )

  - 후처 : 채정복(蔡貞福, 1946 ~ )
    - 자 : 최화정(崔和丁, 1972 ~ )
    - 삼녀 : 최화인(崔和人, 1974 ~ )

## 역대 선거 결과
|  | 34.96% |

|  | 7.17% |

|  | 6.28% |

## 같이 보기
- 박열
- 만당
- 북지황군위문단
- 다솔사
- 옥천사
- 부산대

## 참고자료
- 《대한민국 의정총람》, 국회의원총람발간위원회, 1994년
- 최범술 - 대한민국헌정회
- 임혜봉 (2005년 3월 1일). 〈최범술 : 불령선인회와 만당에서 활동 그리고 친일〉. 《친일 승려 108인》. 서울: 청년사. 309~330쪽쪽. ISBN 978-89-7278-384-8.